# Stadttöchterschule I (Hannover)

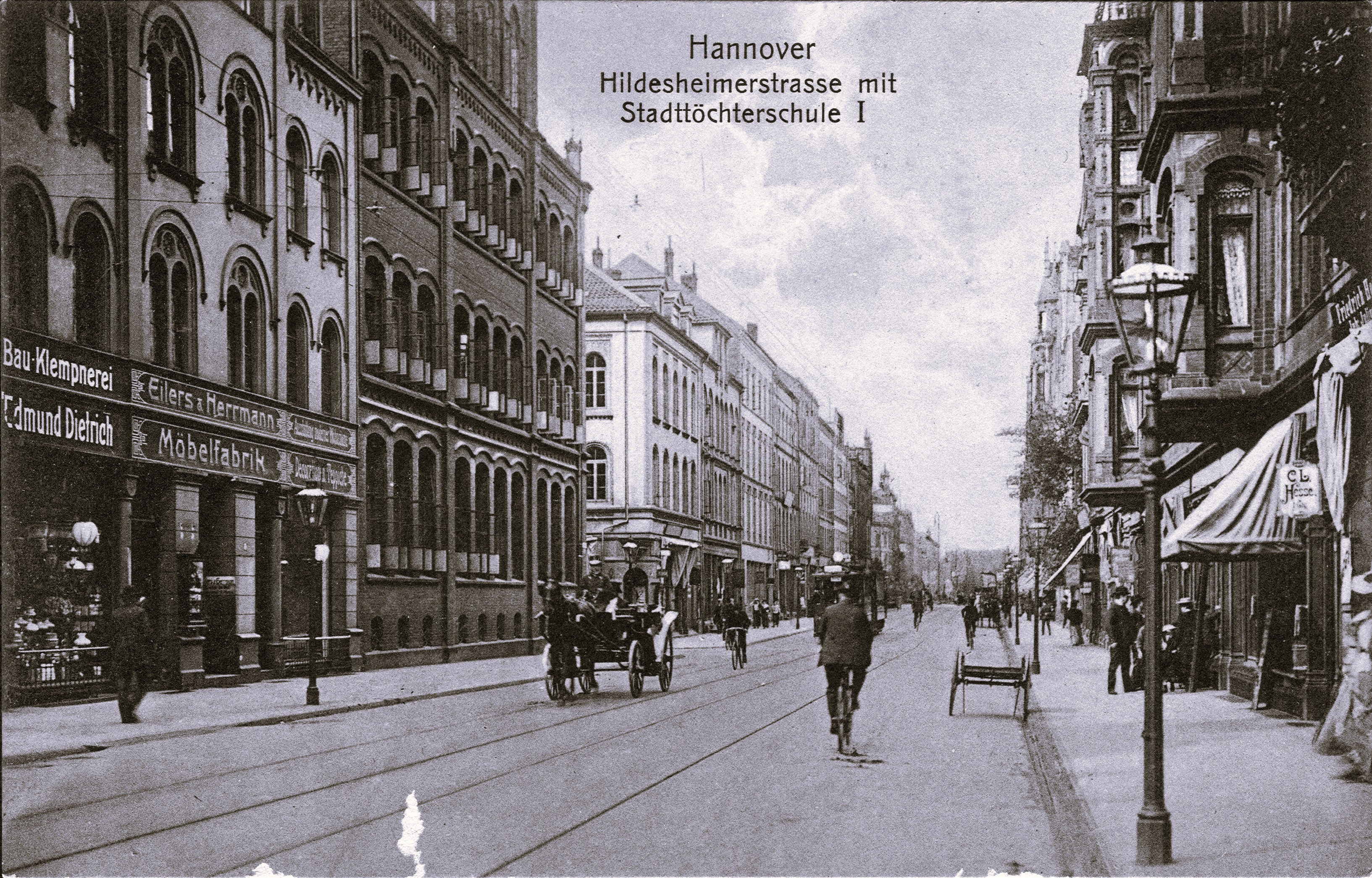
Die Stadttöchterschule I links neben der Kutsche an der Hildesheimer Straße Ecke Aegidiendamm;
Ansichtskarte Nummer 389 von Georg Kugelmann, datiert 1906

Die Stadttöchterschule I, anfangs auch Töchterschule der Residenz oder kurz Stadttöchterschule genannt, war die erste in Hannover gegründete Höhere Töchterschule. Sie wurde später auch Höhere Töchterschule I und zuletzt Deutsche Oberschule für Mädchen genannt.

## Geschichte
Die Stadttöchterschule wurde 1802 gegründet in einem Gebäude an der Köbelingerstraße Ecke Bullenstraße (seitdem: Schulstraße benannt), südöstlich der späteren Markthalle, etwa in der Verlängerung der Röselerstraße auf dem (heutigen) Köbelinger Markt. Die Schule war anfänglich für Töchter von Angestellten des Hofstaates vorgesehen und wurde noch im Königreich Hannover 1853 von der Stadt übernommen. 52° 22′ 11,9″ N, 9° 44′ 13,1″ O
In den Jahren von 1869 bis 1871 errichtete der Architekt Ludwig Droste unter der damaligen Adresse Aegidiendamm 4 Ecke Hildesheimer Straße einen Neubau der Stadttöchterschule I, der laut einem späteren Adressbuch der Stadt Hannover dann unter der Hausnummer 6 zu finden war. 52° 22′ 2,4″ N, 9° 44′ 41″ O
Zum 1. April 1897 wurde hier Léon Wespy zum Direktor der Schule berufen. Er erreichte für die Emanzipation der Frauen schon 1908 – und noch im Deutschen Kaiserreich – die gleichwertige Anerkennung der Stadttöchterschulen mit den Höheren Knabenschulen.
52° 21′ 40,4″ N, 9° 44′ 47,7″ O
In der Zeit der Weimarer Republik hatte die Stadttöchterschule I in der Meterstraße 47 auch ein Hilfskrankenhaus.
1928 wurde Hannovers älteste Mädchenschule in eine Mittelschule umgewandelt, durfte sich aber weiter Stadttöchterschule nennen. Im Folgejahr wurde die Schule 1929 in Deutsche Oberschule für Mädchen umbenannt und nach der Machtergreifung durch die Nationalsozialisten 1933 geschlossen.
Das im Besitz der Stadt Hannover befindliche Gebäude, Hausmeister war zuletzt G. Niemeyer, diente noch während des Zweiten Weltkrieges und vor 1942 und den Luftangriffen auf Hannover als Gewerbliche Berufsschule.

## Persönlichkeiten (unvollständig)

### Direktoren

„Die Direktoren [...] von 1851 an“: Hermann Dieckmann, Wilhelm Nöldeke, Julius Tietz, Christian Reusche und ab 1909 Adolf Pohlmann;
Ansichtskarte von Friedrich Wilhelm Eichhorn, um 1910

- Erster Direktor war Hermann Dieckmann (* 18. November 1818 in Clausthal; † 28. Dezember 1887 in Hannover), nach dem die Dieckmannstraße in der Südstadt benannt wurde.[13]
- 1864: Direktor war 1864 Wilhelm Nöldeke, der im Programm der Schule auch einen Beitrag über Sophie, die Kurfürstin von Braunschweig-Lüneburg verfasste.[14] Dieser folgte 1873 einem Ruf nach Leipzig.[15]
- 1873: In der Nachfolge von Nöldeke[15] tritt der neue Direktor Julius Tietz am 17. Februar 1873 sein Amt an.[16]
- 1897–1926: Léon Wespy (1858–1933), war vom 1. April 1897 bis 1. April 1926 Direktor der Schule[9]
- Adolf Pohlmann, verfasste in den 1920er Jahren eine Schrift über die Schule[17]

### Lehrkräfte
- 1802 Johann Heinrich Meier, 1806 nach Lübeck abgeworben und dort Gründer und Direktor einer privaten Bildungsanstalt für höhere Töchter
- 1802 Andreas Wilhelm Hagemann (1745–1825), Pastor an der Marktkirche
- 1805 wurde Schulinspektor Friedrich Krancke hier tätig.[18]
- Georg C. W. Gläser († 1840)[19]
- August Marahrens (Pädagoge) (1842–1910), Vater des späteren Landesbischofs August Marahrens[20]
- Auguste Metz (1836–1922), erhielt 1856 die Erlaubnis vom Magistrat der Stadt Hannover, in der Schule am Aegidientor Privatunterricht im Turnen zu erteilen.[21]
- Wilhelm Bünte (1828–1913), 1879–1898 Musiklehrer an der Schule

### Schülerinnen
- Elfriede Westphal, (* 1901)[22]
- Anna Mosolf (1895–1974), besuchte 1912 bis 1916 die Höhere Mädchenschule[23]
- Elly Beinhorn (1907–2007)[24]

## Schriften
- Jahrbuch / Deutsche Oberschule i.E. (Ursprünglich: „Töchterschule der Residenz“, dann „Stadttöchterschule I“), Hannover: Eichhorn Verlag, (nachgewiesen für 1931 und 1932)
- Tätigkeitsbericht / Hilfskrankenhaus Stadttöchterschule I, Meterstr. 47, Hannover, Abschrift, Hannover: Hilfskrankenhaus Stadttöchterschule I, nachgewiesen für 1926 (1927); damit Erscheinen eingestellt

## Archivalien
Archivalien von und über die Schule finden sich beispielsweise
- im Stadtarchiv Hannover, Fach 61, Mappe 10: „Bauplan der Stadttöchterschule an der Hildesheimer Straße, Hannover, Façade am Aegidiendamm“, als farbig aquarellierte Federzeichnung auf dünnem Karton, auf Leinen aufgezogen, 58,7 × 71 cm, bezeichnet als Blatt VI, beschriftete „Droste inv., gez. L. Hellner 1869“, mit einem Stempel vom Städtischen Hochbauamt; alte Signatur: Schr. D, Fach 18, Nr. A. b. 12[25]